# 257 Silesia
A 257 Silesia a Naprendszer kisbolygóövében található aszteroida. Johann Palisa fedezte fel 1886. április 5-én. Nevét Szilézia történelmi régióról kapta.